# Femeia nisipurilor (film)
Femeia nisipurilor (砂の女 Suna no Onna?) este un film japonez din 1964, regizat de Hiroshi Teshigahara și cu Eiji Okada și Kyōko Kishida în rolurile principale. El face parte din Noul Val Japonez, a obținut recenzii critice pozitive și a fost nominalizat la două premii Oscar. Scenariul filmului este o adaptare realizată de Kōbō Abe a propriului său roman publicat în 1962. Femeia nisipurilor este al doilea din cele cinci filme pe care Teshigahara și Abe le-au făcut împreună.
Personajul principal al filmului este un profesor pasionat de entomologie care sosește într-o regiune de coastă îndepărtată de Tokio pentru a aduna insecte și, după ce pierde ultimul autobuz către oraș, este găzduit de o femeie singură care locuia într-o carieră de nisip și devine captiv în acel spațiu. Filmul a fost considerat o alegorie a conflictului cultural dintre Orient și Occident, cu atitudinea lor diferită față de libertate și viață, precum și o versiune modernă a mitului lui Sisif, în care cei doi captivi (bărbatul și femeia) sunt nevoiți să adune zi de zi nisipul care cade în groapă.
Femeia nisipurilor a câștigat premiile Kinema Junpō, Mainichi și Panglica Albastră pentru cel mai bun film, precum și premiul special al juriului la Festivalul Internațional de Film de la Cannes din 1964, și a fost nominalizat la două premii Oscar (premiul pentru cel mai bun film străin și premiul pentru cel mai bun regizor).

## Rezumat
Profesorul de biologie Niki Jumpei călătorește într-o zi de vară într-o regiune de coastă pentru a aduna insecte care trăiesc în dunele de nisip, sperând să descopere o specie nouă care să-i poarte numele. Adoarme pe malul mării și pierde ultimul autobuz cu care putea să se întoarcă în oraș, iar niște localnici îi sugerează să rămână peste noapte în satul lor. Sătenii îl conduc în sat și îl coboară pe o scară de frânghie către o casă aflată într-o carieră de nisip, unde o tânără văduvă locuia singură după ce soțul și fiica ei fuseseră uciși de o furtună de nisip. Această femeie simplă și umilă este angajată de săteni să adune nisipul ce urma a fi vândut companiilor de construcții pentru a fi folosit la fabricarea betonului. Îndepărtarea nisipului protejează, de asemenea, casa și satul de mișcarea dunelor.
A doua zi dimineață, Jumpei constată că sătenii au luat scara de frânghie, așa că nu poate urca pe dună deoarece nisipul se prăbușește în jurul lui. Sătenii speră ca el să devină soțul femeii și să o ajute să adune nisipul. Amândoi sunt captivi: femeia nu are aspirații deosebite și își acceptă soarta, în schimb bărbatul încearcă să scape de ea. Încercările de evadare ale lui Jumpei se soldează cu eșec, iar foamea și setea îl determină treptat să cedeze în fața voinței sătenilor. Cei doi captivi se apropie puțin câte puțin și devin iubiți. Într-o dimineață, folosind un cârlig improvizat atașat de o frânghie, Jumpei reușește să urce pe dună, dar nu se poate orienta din cauza necunoașterii zonei și este prins în nisipuri mișcătoare. Sătenii îi aud strigătele de ajutor și îl scot de acolo, aducându-l în cariera de nisip.
În cele din urmă, Jumpei se resemnează cu situația sa. Cere să i se permită să vadă marea câteva minute pe zi, iar sătenii acceptă cu condiția ca el să facă dragoste cu femeia în fața lor. Disperat, Jumpei este de acord și încearcă să forțeze femeia, dar ea reușește să scape. Timpul trece, iar bărbatul captiv descoperă o modalitate de a obține apă din nisipul care se umezește noaptea și devine obsedat de perfecționarea acestei tehnici, care devine singura realizare utilă a vieții sale. Atunci când femeia rămâne însărcinată, sătenii o duc la medic și uită să ia cu ei scara de frânghie. Jumpei are șansa să fugă, dar preferă să aștepte întoarcerea femeii și să rămână alături de ea. Ultima imagine a filmului arată un raport al poliției, care dezvăluie că Jumpei este dat dispărut de șapte ani.

## Distribuție
- Eiji Okada — entomologul Niki Jumpei[3]
- Kyōko Kishida — „femeia nisipurilor”[3]
- Kōji Mitsui — bătrânul satului[3][20]
- Hiroko Itō — soția entomologului (în flashbackuri)[3]
- Sen Yano — sătean[3]
- Ginzō Sekiguchi — sătean[3]
- Kiyoko Ichihara — sătean[3]
- Tamutsu Tamura[3]
- Hiroyuki Nishimoto — sătean[3]

## Producție

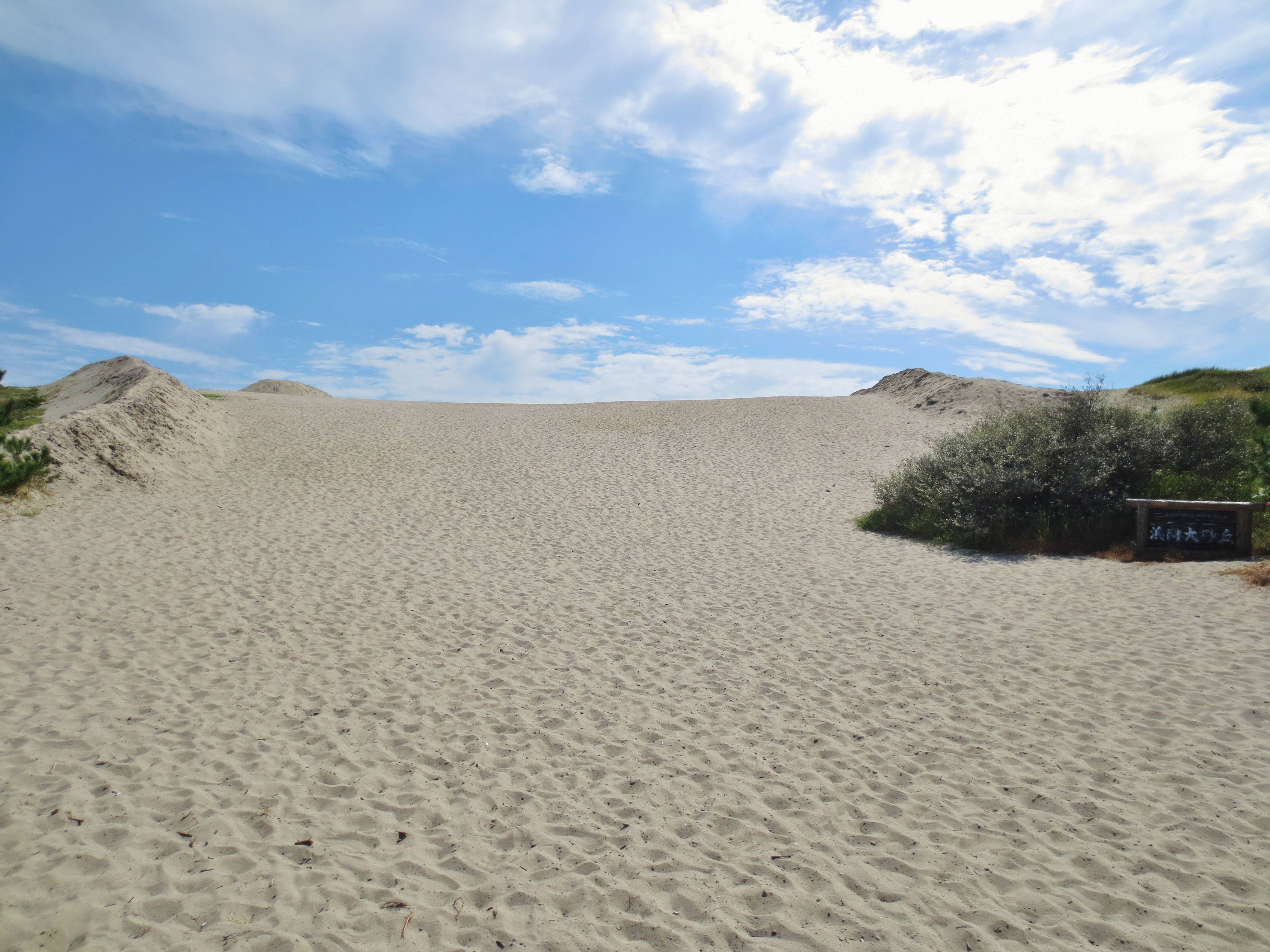
Dunele de nisip din apropierea orașului Hamaoka

Scenariul filmului este inspirat în mare măsură din romanul Femeia nisipurilor (砂の女 Suna no Onna) al lui Kōbō Abe, fiind scris chiar de autorul cărții și publicat în numărul din ianuarie 1963 al revistei Shinario a Asociației Scenariștilor Japonezi, apoi republicat în numărul din februarie 1964 al revistei Eiga geijutsu („Arta filmului”). Femeia nisipurilor a fost al doilea film la care Abe a colaborat cu regizorul Hiroshi Teshigahara, primul film realizat de cei doi fiind Kashi To Kodomo (Otoshiana, 1962). Cineastul Teshigahara era fiul fondatorului unei școli de aranjamente florale (ikebana) și a desfășurat o activitate artistică variată (de la modelarea ceramicii și organizarea ceremoniilor ceaiului până la regizarea spectacolelor de operă și a lungmetrajelor de cinema). Avea atunci vârsta de 37 de ani și, deși regizase până atunci doar un singur film artistic (Kashi To Kodomo), lucrase la realizarea filmelor documentare. Scurtmetrajul documentar Tokyo 1958 (1958) oferă o imagine modernă a capitalei japoneze, marcată prin creșterea inegalității sociale, a ratei de sinucideri, a aglomerării urbane, a poluării și a spiritului consumerist și mai ales prin abandonarea tot mai mare a tradițiilor. În filmele sale Hiroshi Teshigahara oferă o importanță mai mare imaginilor decât dialogului și se dovedește a fi un critic al societății japoneze postbelice.
Filmul Femeia nisipurilor a fost produs de compania Teshigahara Production, fiind filmat pe o peliculă alb-negru, și are o durată de 146 de minute. Producătorii filmului au fost Kiichi Ichikawa și Tadashi Ōno. Bugetul producției a fost de aproximativ 100.000 de dolari americani. Lungimea peliculei este de 4.020 de metri.

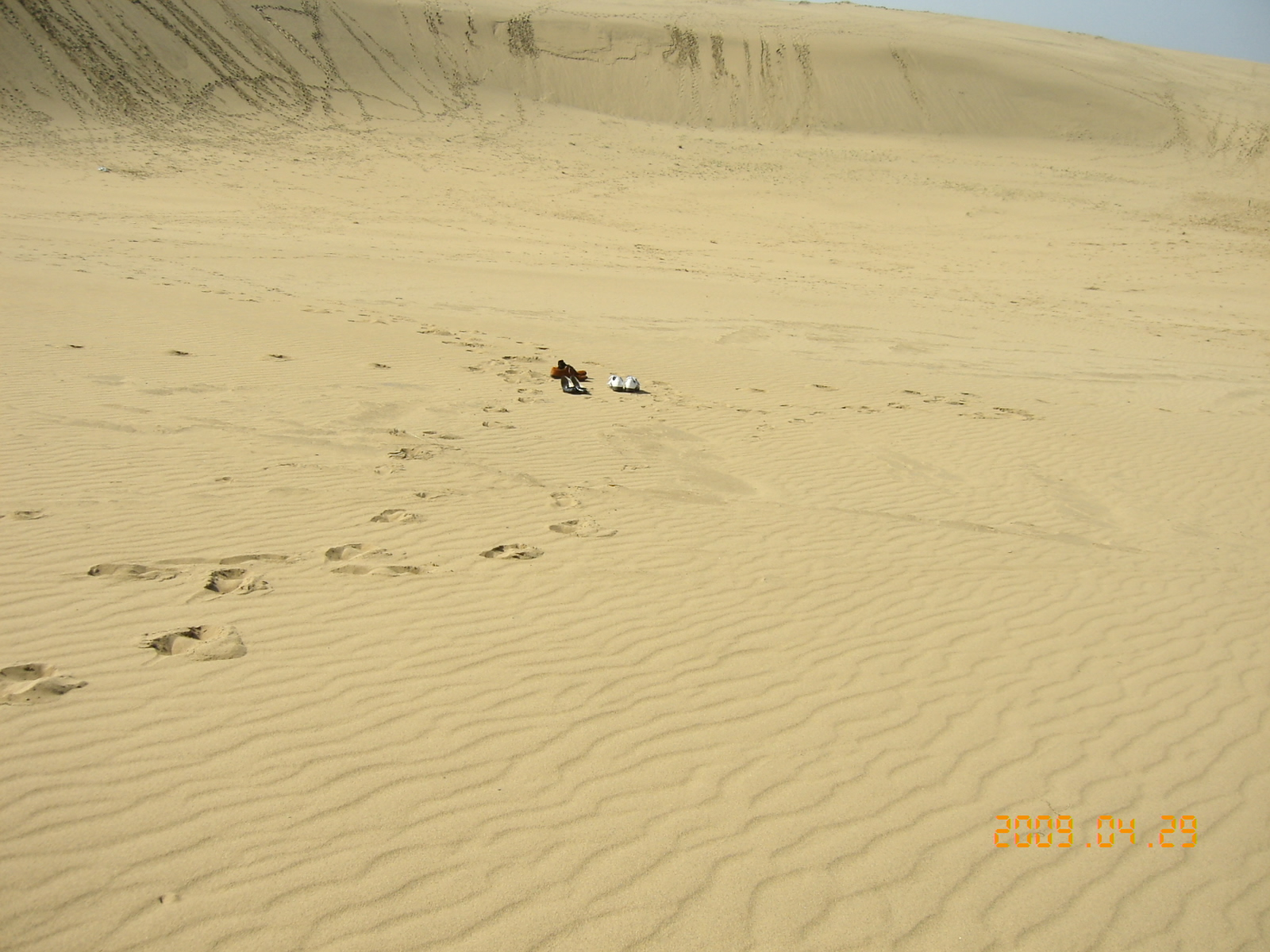
Dunele de nisip din apropierea orașului Tottori

Filmările au avut loc pe parcursul a patru luni în zona dunelor de nisip din apropierea orașului Hamaoka, aflat în districtul Ogasa din prefectura Shizuoka, sau, după alte surse, în zona dunelor de nisip din apropierea orașului Tottori din prefectura Tottori. Rolurile principale au fost interpretate de Eiji Okada, cunoscut ca iubitul japonez din filmul franco-japonez Hiroshima, dragostea mea (1959), și Kyōko Kishida, cunoscută pentru rolul femeii căsătorite plictisite care se implică într-o relație amoroasă cu o frumoasă studentă în domeniul artelor, interpretată de Ayako Wakao, în filmul Manji (1964) al lui Yasuzō Masumura.
Secvența distribuției cu care începe filmul este o compoziție grafică avangardistă a artistului Kiyoshi Awazu, care are obiectivul de a evidenția vizual esența filmului. Acea compoziție conține imaginea unor amprente digitale și ale unor ștampile și o mică operă artistică tradițională japoneză cu un bărbat captiv între dungi ondulate ce imită dunele de nisip. Este sugerat în mod subtil conflictul dintre identitate (reprezentată de amprenta digitală și de ștampile) și societate (reprezentată de opera de artă tradițională) în Japonia postbelică prin migrarea tinerilor săteni către orașele occidentalizate și abandonarea tradițiilor culturale ca urmare a atracției exercitate de un stil de viață modern.

## Tematică

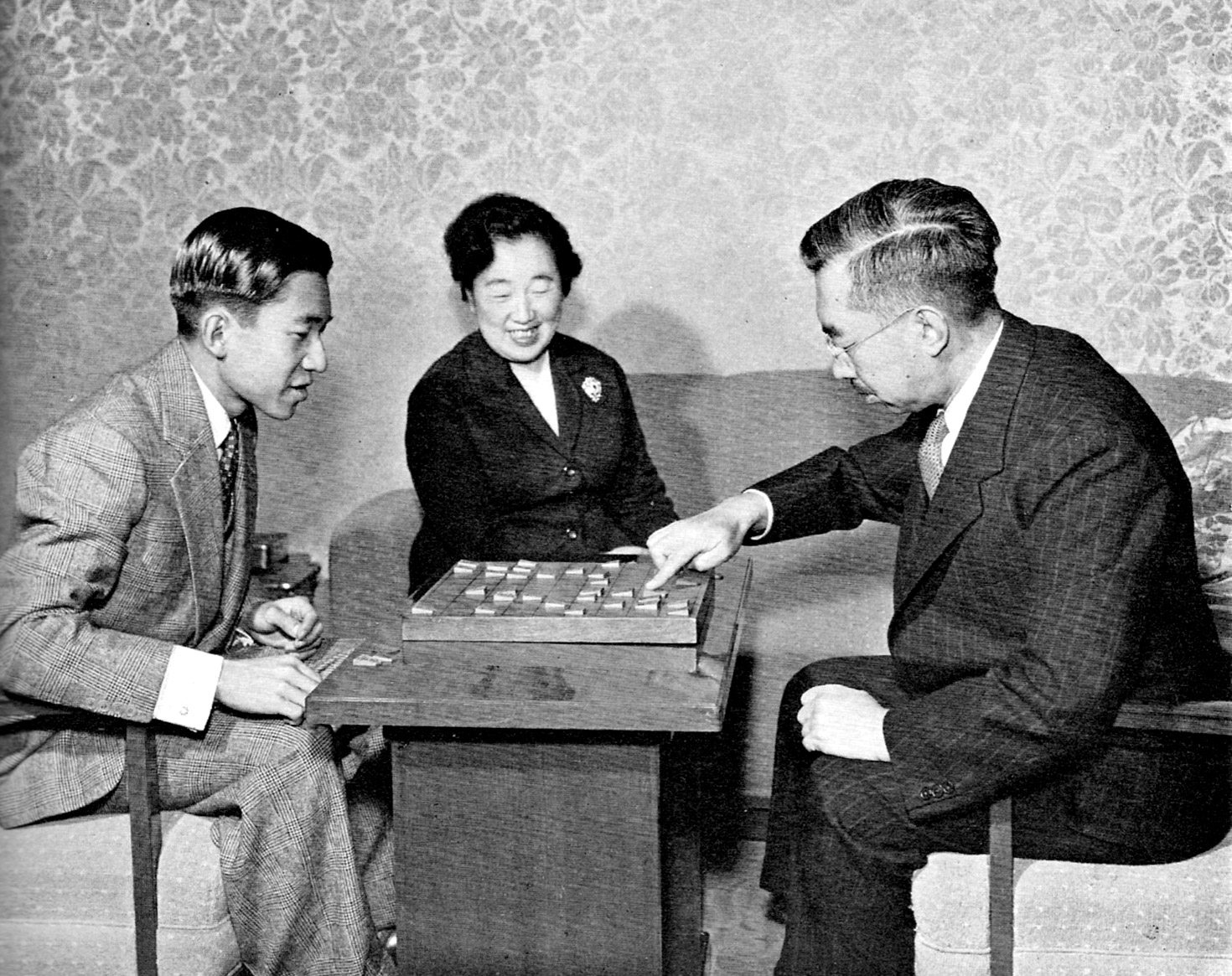
Amestecul cultural orientalo-occidental era observat inclusiv în comportamentul familiei imperiale japoneze. Fotografie din 1955.

Femeia nisipurilor este, potrivit regizorului Hiroshi Teshigahara, o fantezie documentară și a generat o multitudine de interpretări critice. Ca și alte creații artistice similare (de exemplu, piesa de teatru existențialistă Cu ușile închise (1944) a lui Jean-Paul Sartre, piesa de teatru absurd Ce zile frumoase! (1961) a lui Samuel Beckett sau filmul mexican El ángel exterminador (1962) al lui Luis Buñuel), el are o natură suprarealistă și parțial absurdă.
Filmul lui Teshigahara este în primul rând o alegorie a conflictului cultural dintre Orient și Occident, cu atitudinea lor diferită față de libertate și viață, și reflectă schimbarea identității naționale japoneze ca urmare a modernizării rapide a țării după cel de-al Doilea Război Mondial. Personajul principal Niki Jumpei este, la începutul filmului, întruchiparea unei persoane de tip occidental: este ambițios și individualist, apreciază abordarea științifică a vieții și bunăstarea materială, poartă haine în stil european, dar, cu toate acestea, el este îndepărtat din punct de vedere emoțional de lumea din jurul său și nu este decât unul dintre milioanele de locuitori ai metropolei Tokio. Personajul încearcă inițial să scape și se opune sarcinii de strângere a nisipului care i s-a încredințat, dar, până la sfârșitul filmului, își acceptă soarta la fel ca Sisif, regele Ephyrei, condamnat să împingă veșnic pe un deal o stâncă uriașă, care odată ajunsă în vârf, se rostogolea din nou la vale. În cursul numeroaselor luni petrecute în cariera de nisip, personajul suferă o evoluție de la indignare până la umilință, se rupe de viața sa anterioară (de exemplu, el este îmbrăcat în haine tradiționale japoneze la finalul filmului), își pierde chiar și dorința de a părăsi locul său de captivitate, dar dobândește o libertate interioară. Această evoluție se încadrează în filozofia taoistă, care promovează necesitatea omului de a fi în armonie cu mediul social-natural și de a nu i se împotrivi. Omul nu mai este un individ izolat, ci devine o parte a unei comunități.
Criticii au remarcat perfecțiunea stilistică a filmului, erotismul său intens și profesionismul reprezentării dinamice a dunelor în continuă mișcare.

## Lansare
Femeia nisipurilor a fost lansat oficial în perioada februarie – aprilie 1964 în Japonia, unde a fost distribuit de compania Toho. După o lansare limitată în cinematograful Miyukiza din cartierul Hibiya (sectorul Chiyoda, Tokyo) la 15 februarie 1964, a avut loc o lansare generală două luni mai târziu, la 18 aprilie 1964, într-o versiune redusă la o durată de 127 de minute, identică cu versiunea lansată în străinătate. Filmul a obținut venituri mari în Japonia și s-a clasat pe locul 1 în topul celor mai bune filme japoneze ale anului 1964, realizat de revista Kinema Junpō.
După ce a fost prezentat la 30 aprilie 1964 la Festivalul Internațional de Film de la Cannes (Franța), filmul a fost lansat la 17 septembrie 1964 în Statele Unite ale Americii de către compania Pathé Contemporary Films sub titlul Woman in the dunes într-o versiune subtitrată în limba engleză cu o durată redusă de 127 de minute. El a fost unul din cele cinci filme japoneze vizionate la Festivalul de Film de la New York din luna septembrie a acelui an și a rulat la Cinema II (cinematograful lui Don Rugoff de pe Third Avenue din New York), unde a obținut un succes financiar neașteptat. Recenziile critice ale severului Bosley Crowther de la The New York Times și ale altor critici au contribuit, de asemenea, la succesul filmului.
Au urmat lansări oficiale ale filmului în Franța la 11 noiembrie 1964, în Danemarca la 17 decembrie 1965, în Țările de Jos la 23 decembrie 1965, în Australia la 24 mai 1966 (la Festivalul de Film de la Adelaide), în Republica Federală Germania la 24 iunie 1966, în Mexic la 12 august 1966, în Suedia la 14 septembrie 1966, în Argentina la 5 octombrie 1966, în Italia la 29 iunie 1967, în Ungaria la 21 ianuarie 1971 și în Belgia la 29 ianuarie 1971.
Lansarea filmului pe casetă VHS în 1991 de către compania Connoisseur Video Collection a trecut în mare parte neobservată și a fost repede uitată. Compania de distribuție video The Criterion Collection a lansat în anul 2007 un set de DVD-uri ce cuprindea Femeia nisipurilor în versiunea sa originală cu durată integrală, precum și alte două filme ale lui Teshigahara: Pitfall (1962) și The Face of Another (1966). Acest set este acum epuizat. În august 2016 Criterion a lansat filmul pe suport Blu-ray, cu un transfer nou de înaltă definiție.

## Aprecieri critice

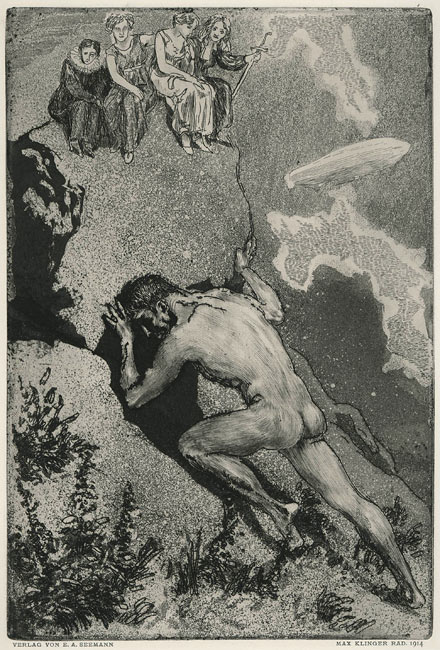
Muncile lui Sisif, reprezentate în 1914 de Max Klinger. Femeia nisipurilor a fost considerat o repovestire modernă a mitului lui Sisif.

Filmul Femeia nisipurilor a avut parte de cronici critice pozitive, iar unii critici au evidențiat unele asemănări cu filmul Kuragejima: Legende de pe o insulă sudică (1968), capodopera ulterioară a lui Shohei Imamura, care înfățișează într-un mod halucinant un mod de viață străvechi, diferit de viața modernă.
În perioada lansării filmului, criticul contemporan Bosley Crowther de la The New York Times considera Femeia nisipurilor un „film alegoric ciudat extrem de captivant”, care prezintă dizolvarea voinței individuale și a spiritului uman în urma presiunilor exercitate de mediul social în care trăiește. În opinia criticului, Teshigahara creează cu lirism și vigoare un decor apăsător care provoacă descurajarea spirituală a individului și resemnarea acestuia. Rutina zilnică a strângerii nisipului a fost asemănată de criticul Kevin Thomas de la Los Angeles Times cu o muncă a lui Sisif, făcându-l pe bărbatul captiv să se întrebe: „Strângem nisipul ca să trăim sau trăim ca să strângem nisipul?”. Potrivit cineastului Teshigahara, libertatea omului este doar o iluzie, iar omul trebuie să-și găsească propriul scop al vieții. Combinând filozofia cu erotismul într-un mod surprinzător, Femeia nisipurilor „rămâne o capodoperă, o contemplare atemporală a misterului de bază al vieții și un triumf al stilului îndrăzneț și inovator”, scria Kevin Thomas.
Criticul american Roger Ebert a adăugat în 1998 Femeia nisipurilor în lista sa a marilor filme. Considerând acest film ca o repovestire modernă a mitului lui Sisif, Ebert a scris: „Nu a existat niciodată o fotografie a nisipului ca acesta (nu, nici măcar în Lawrence al Arabiei) și, prin ancorarea atât de fermă a poveștii în această realitate fizică tangibilă, operatorul Hiroshi Segawa îl ajută pe regizor să realizeze sarcina dificilă a povestirii unei parabole ca și cum s-ar întâmpla cu adevărat”. Concluzia criticului este următoarea: „Spre deosebire de unele parabole care sunt puternice prima oară și doar pioase atunci când sunt revăzute, „Femeia nisipurilor” își păstrează puterea, deoarece este o uniune perfectă între subiect, stil și idee”. Strictly Film School l-a descris ca fiind „o alegorie suplimentară și bântuitoare a existenței umane”. Potrivit lui Max Tessier, tema principală a filmului este dorința de a fugi de lume.
Creația muzicală a compozitorului Tōru Takemitsu a fost, de asemenea, lăudată. Nathaniel Thompson a scris: „muzica experimentală deseori discordantă [a lui Takemitsu] este aici aproape un personaj, strecurându-se în țesătura celuloidului la fel de imperceptibil ca nisipul”. Potrivit lui Ebert, coloana sonoră „nu subliniază acțiunea, ci o batjocorește, cu note înalte, jalnice și aspre, ca un vânt metalic”.
În prezent, filmul lui Teshigahara este mai puțin cunoscut decât capodoperele cinematografice ale avangardei europene de la sfârșitul anilor 1950 și începutul anilor 1960 precum Hiroshima, dragostea mea (1959) al lui Alain Resnais, À bout de souffle (1960) al lui Jean-Luc Godard, 8½ (1963) al lui Federico Fellini, Persona (1966) al lui Ingmar Bergman și Accident (1967) al lui Joseph Losey, în ciuda caracterului său enigmatic și a frumuseții vizuale. Enciclopedia cinematografică germană Lexikon des internationalen Films îl descrie astfel: „metaforă existențială plină de simbolism vizual uimitor care reflectă dezorientarea societății japoneze după războiul pierdut, capitularea împăratului și economia globală în schimbare. O piatră de hotar a cinematografiei japoneze”, în timp ce publicația germană de specialitate Evangelischen Filmbeobachter îl consideră „un film japonez simbolic despre poziția omului în lume, care oferă spectatorului multe posibilități de interpretare. Foarte stimulant pentru oamenii care gândesc atunci când merg la cinema”.
Enciclopedia cinematografică germană Lexikon des internationalen Films descrie astfel acest film: „Un profesor din Tokyo pierde autobuzul pentru călătoria de întoarcere după o călătorie la mare. Sătenii îi propun să rămână peste noapte în coliba unei femei de vârstă mijlocie, care îi oferă o îngrijire prietenoasă. A doua zi dimineață, o dună uriașă de nisip îl împiedică să revină la viața normală. Treptat, el se împacă cu soarta sa, care îl obligă să muncească pentru a opri înaintarea dunei, și cu proprietăreasa sa, față de care începe să simtă o atracție sexuală. Metaforă existențialistă plină de simboluri vizuale puternice, care reflectă dezorientarea societății japoneze după războiul pierdut, abdicarea împăratului și confruntarea cu o economie mondială în schimbare. O piatră de hotar în cinematografia japoneză.”. Femeia nisipurilor are în prezent un rating de aprobare de 100% pe site-ul agregatorului de recenzii Rotten Tomatoes, pe baza a 29 recenzii, cu o medie ponderată de 8,79/10. Nu există încă un consens critic cu privire la film. Femeia nisipurilor a fost unul dintre cele zece filme favorite ale cineastului rus Andrei Tarkovski.

### Premii
Femeia nisipurilor a câștigat numeroase premii în Japonia și în străinătate: premiul special al juriului la Festivalul Internațional de Film de la Cannes din 1964, premiile Kinema Junpō, Mainichi și Panglica Albastră pentru cel mai bun film și pentru cel mai bun regizor. Filmul lui Teshigahara a fost nominalizat, de asemenea, la două premii Oscar: premiul pentru cel mai bun film străin al anului 1964 (pe care l-a obținut filmul italian Ieri, azi, mâine al lui Vittorio De Sica) și premiul pentru cel mai bun regizor al anului 1965 (pe care l-a obținut regizorul american Robert Wise pentru filmul Sunetul muzicii).
În anul 2004 criticii ziarului american The New York Times au inclus Femeia nisipurilor în lista celor mai bune 1.000 de filme făcute vreodată.
| Premiu                                           | Data ceremoniei          | Categorie                   | Laureat/laureați                | Rezultat     | Note                |
| ------------------------------------------------ | ------------------------ | --------------------------- | ------------------------------- | ------------ | ------------------- |
| Festivalul Internațional de Film de la Cannes    | 29 aprilie – 14 mai 1964 | Marele Premiu (Palme d'Or)  | Hiroshi Teshigahara             | Nominalizare | [ 7 ] [ 14 ] [ 47 ] |
| Festivalul Internațional de Film de la Cannes    | 29 aprilie – 14 mai 1964 | Premiul special al juriului | Hiroshi Teshigahara             | Câștigat     | [ 7 ] [ 14 ] [ 47 ] |
| Premiile Mainichi                                | 1965                     | cel mai bun film            | Hiroshi Teshigahara             | Câștigat     | [ 48 ] [ 49 ]       |
| Premiile Mainichi                                | 1965                     | cel mai bun regizor         | Hiroshi Teshigahara             | Câștigat     | [ 48 ] [ 49 ]       |
| Premiile Mainichi                                | 1965                     | cele mai bune decoruri      | Tôtetsu Hirakawa Masao Yamazaki | Câștigat     | [ 48 ] [ 49 ]       |
| Premiile Mainichi                                | 1965                     | cea mai bună muzică         | Tōru Takemitsu                  | Câștigat     | [ 48 ] [ 49 ]       |
| Premiile Panglica Albastră                       | 1965                     | cel mai bun film            | Hiroshi Teshigahara             | Câștigat     | [ 50 ]              |
| Premiile Panglica Albastră                       | 1965                     | cel mai bun regizor         | Hiroshi Teshigahara             | Câștigat     | [ 50 ]              |
| Premiile de film Kinema Junpō                    | 1965                     | cel mai bun film            | Hiroshi Teshigahara             | Câștigat     | [ 30 ]              |
| Premiile de film Kinema Junpō                    | 1965                     | cel mai bun regizor         | Hiroshi Teshigahara             | Câștigat     | [ 30 ]              |
| Premiile Oscar                                   | 5 aprilie 1965           | cel mai bun film străin     | Hiroshi Teshigahara             | Nominalizare | [ 7 ] [ 42 ]        |
| Premiile Oscar                                   | 18 aprilie 1966          | cel mai bun regizor         | Hiroshi Teshigahara             | Nominalizare | [ 51 ] [ 44 ]       |
| Premiile Union de la critique de cinéma (Belgia) | 1967                     | Marele Premiu               | Hiroshi Teshigahara             | Câștigat     | [ 52 ]              |

## Legături externe
- en  Femeia nisipurilor la Internet Movie Database
- en  Femeia nisipurilor (film) la Allmovie
- ja Femeia nisipurilor în Japanese Movie Database
- en  Woman in the Dunes: Shifting Sands, un eseu al lui Audie Bock pentru Criterion Collection